# Styl regencji

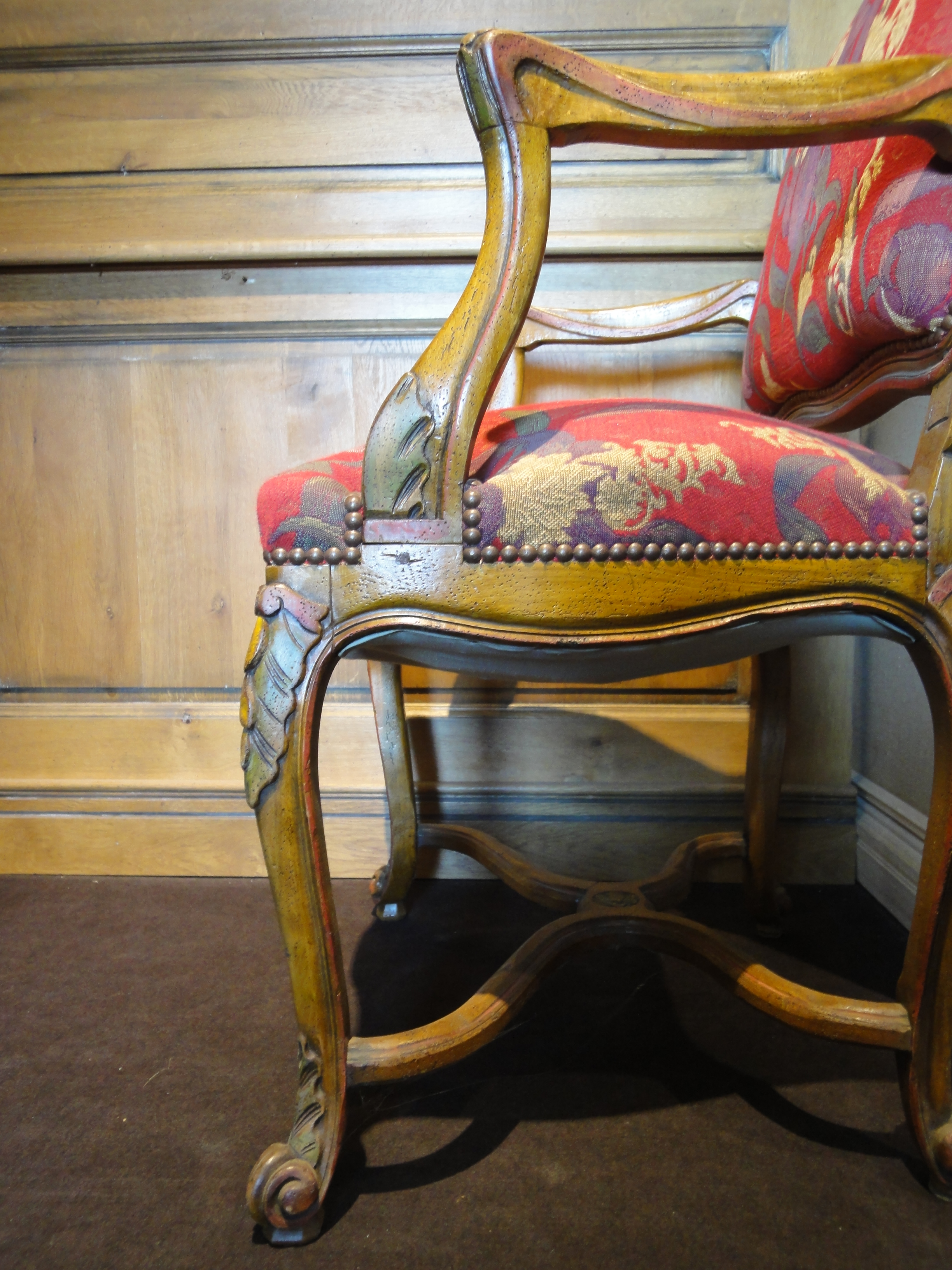
Przykład stylu regencji w meblarstwie

Styl regencji – styl występujący w sztuce francuskiej w okresie regencji Filipa Orleańskiego (1715–1723). Cechowało go dążenie do przyjemności i wygody, a nie do reprezentacji. Był zapowiedzią rokoka.
Styl ten występował głównie w dekoracji wnętrz i meblarstwie. Meble były zazwyczaj fornirowane, modne stały się jasne gatunki drewna oraz drewno egzotyczne. Meble zaczęły tracić masywne kształty, pojawiły się w nich linie krzywe; styki prostopadłe zaokrąglano lub maskowano ornamentem. Stosowano ciągle markieterię, ale większego znaczenia nabrało fornirowanie i zdobienie brązem. Zaniknęły motywy zdobnicze baroku, jak maszkarony i sceny wojenne, a pojawiły się motywy sielankowe. Do charakterystycznych ornamentów epoki należą: ornament wstęgowo-cęgowy (regencyjny), motyw muszli, rocaille, kwiaty, rośliny, romboidalna kratka, chinoiserie i singerie.
Meble stały się lżejsze i wygodniejsze, można je było łatwo przestawiać. Pojawiły się różne odmiany wygodnych tapicerowanych foteli. Typowym meblem była także komoda o lekkim wyglądzie, osadzona na wysokich nóżkach i posiadająca najczęściej trzy szuflady.
Reprezentanci: Robert de Cotte, Gilles-Marie Oppenord.